# Distretto municipale di Asante Akim Sud
Il distretto municipale di Asante Akim Sud (ufficialmente Asante Akim South Municipal District, in inglese) è un distretto della regione di Ashanti del Ghana.